# Nelly Island (Antarktika)
Nelly Island ist eine Insel vor der Budd-Küste des ostantarktischen Wilkeslands. Sie ist die größte und östlichste der Frazier-Inseln in der Vincennes Bay.
Luftaufnahmen der US-amerikanischen Operation Highjump (1946–1947) vom Februar 1947 dienten ihrer Kartierung. Die Insel wurde am 21. Januar 1956 erstmals von Wissenschaftlern der Australian National Antarctic Research Expeditions betreten, die hier eine astronomische Beobachtungsstation errichteten. Namensgeber ist der Riesensturmvogel, auch Nelly genannt, zu dessen Brutgebieten die Insel gehört.